# میگل ایدالگو ی کوستییا

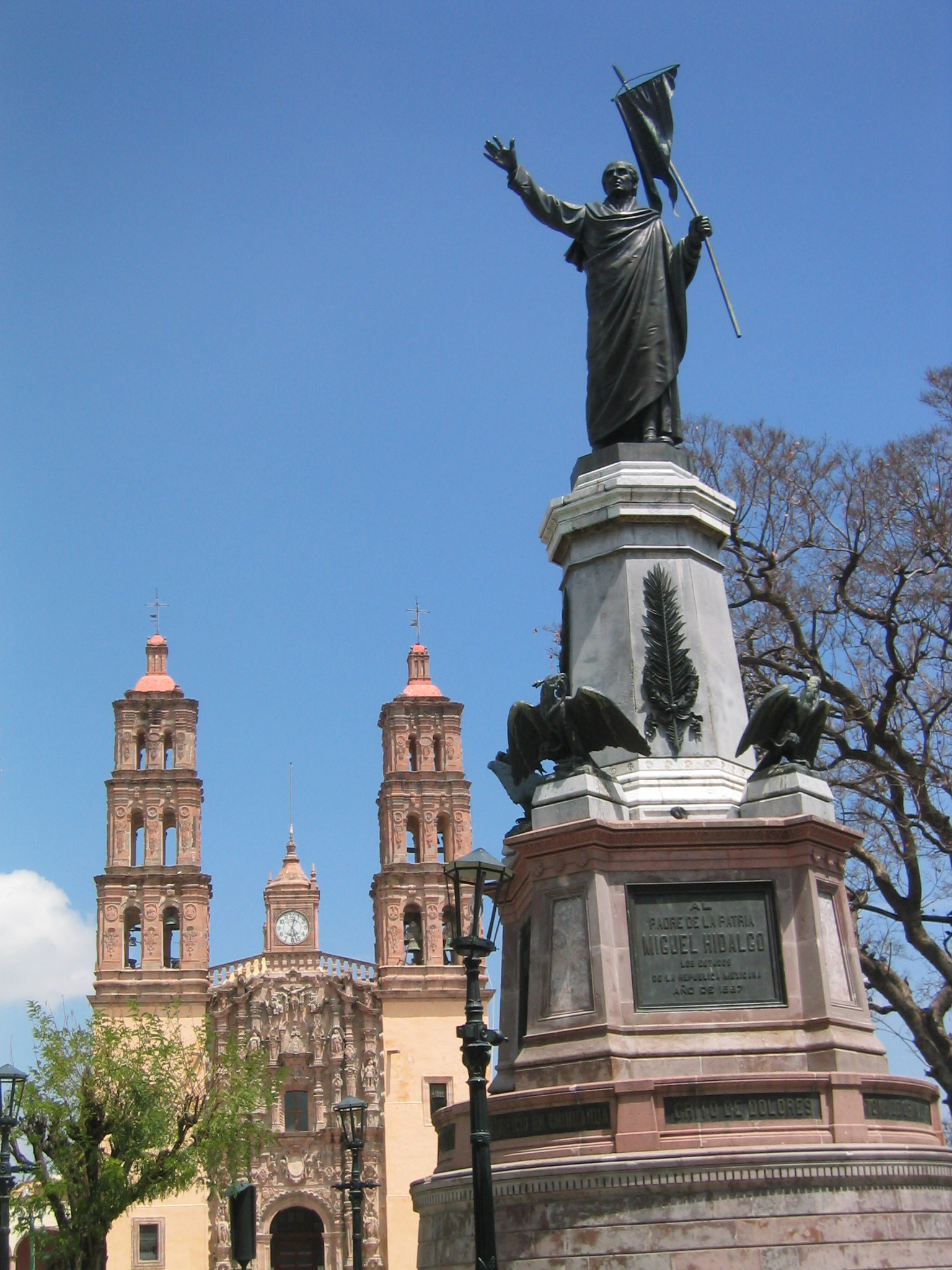
مجسمه هیدالگو در مقابل کلیسای او در دولورس هیدالگو

میگل ایدالگو ی کوستییا (اسپانیایی: Miguel Hidalgo y Costilla)، نام کامل میگل گرگریو آنتونیو ایگناسیو ایدالگو ی کوستییا ی گایاگا ماندارته وییاسنیور (Miguel Gregorio Antonio Ignacio Hidalgo y Costilla y Gallaga Mandarte Villaseñor). به طور ساده دون میگل ایدالگو (اسپانیایی: Don Miguel Hidalgo) یا فقط میگل ایدالگو (اسپانیایی: Miguel Hidalgo)، یک کشیش و یکی از رهبران جنگ استقلال مکزیک در مکزیک بود.

## زندگی
او در ۸ مه سال ۱۷۵۳ میلادی (۱۹ اردیبهشت ۱۱۳۲ خورشیدی) در یک خانواده اسپانیایی (هر دو پدر و مادر او زادهٔ اسپانیا بودند) در اسپانیای نو (مکزیک امروزی) در قلمرو پنیامو امروزه ایالت گواناهواتو به دنیا آمد.
میگل ایدالگو در ۱۶ سپتامبر ۱۸۱۰ میلادی (برابر با ۲۵ شهریور ۱۱۸۹ خورشیدی) در شهر دولورس هیدالگو در نزدیکی شهر گواناهواتو نخستین فریاد استقلال مکزیک را زد که در حقیقت روز آغاز جنگ استقلال مکزیک به حساب می‌آید، این روز (۱۶ سپتامبر) امروزه در مکزیک مهم‌ترین تعطیلات ملی در این کشور به حساب می‌آید.
میگل ایدالگو با کمک ژنرال ایگناسیو آیینده (Ignacio Allende) و با گردهم‌آوری مردم، جنگ استقلال مکزیک را آغاز کردند.

## مرگ
در طول جنگ استقلال مکزیک، میگل ایدالگو، در شهر چی‌واوا در کاخ فدرال چی‌واوا زندانی و در ۳۰ ژوئیه ۱۸۱۱ میلادی، ساعت ۷ صبح به وقت محلی در کاخ دولت در همین شهر به دست اسپانیایی‌ها اعدام شد.
پس از اعدام میگل ایدالگو در سال ۱۸۱۱ به دست اسپانیایی‌ها رهبری این قیام (جنگ استقلال مکزیک) را خوسه ماریا مورلوس در دست گرفت.
حدود ۱۰ سال بعد در سال ۱۸۲۱ میلادی (۱۲۰۰ خورشیدی) جنگ استقلال مکزیک با استقلال این کشور از اسپانیا به پیروزی رسید.

## یادبود
|  |  |